# AIM-120 AMRAAM
Die AIM-120 AMRAAM (Advanced Medium-Range Air-to-Air Missile) ist eine radargelenkte Luft-Luft-Lenkwaffe mittlerer bis hoher Reichweite. Sie wird von dem US-Konzern Raytheon hergestellt, ab dem Produktionsbeginn im Jahre 1991 bis 2012 wurden über 16.000 Stück ausgeliefert. Die AIM-120 ist die primäre BVR-Lenkwaffe vieler Luftwaffen der westlichen Welt, wobei der Hauptnutzer die Streitkräfte der Vereinigten Staaten sind. Die Bundeswehr beschaffte für die Luftwaffe ab Januar 1996 AIM-120B AMRAAM für die F-4F-Phantom-Kampfflugzeuge. Es bestehen Varianten, bei denen Flugkörper von landgestützten Systemen als Flugabwehrwaffe eingesetzt wird. 

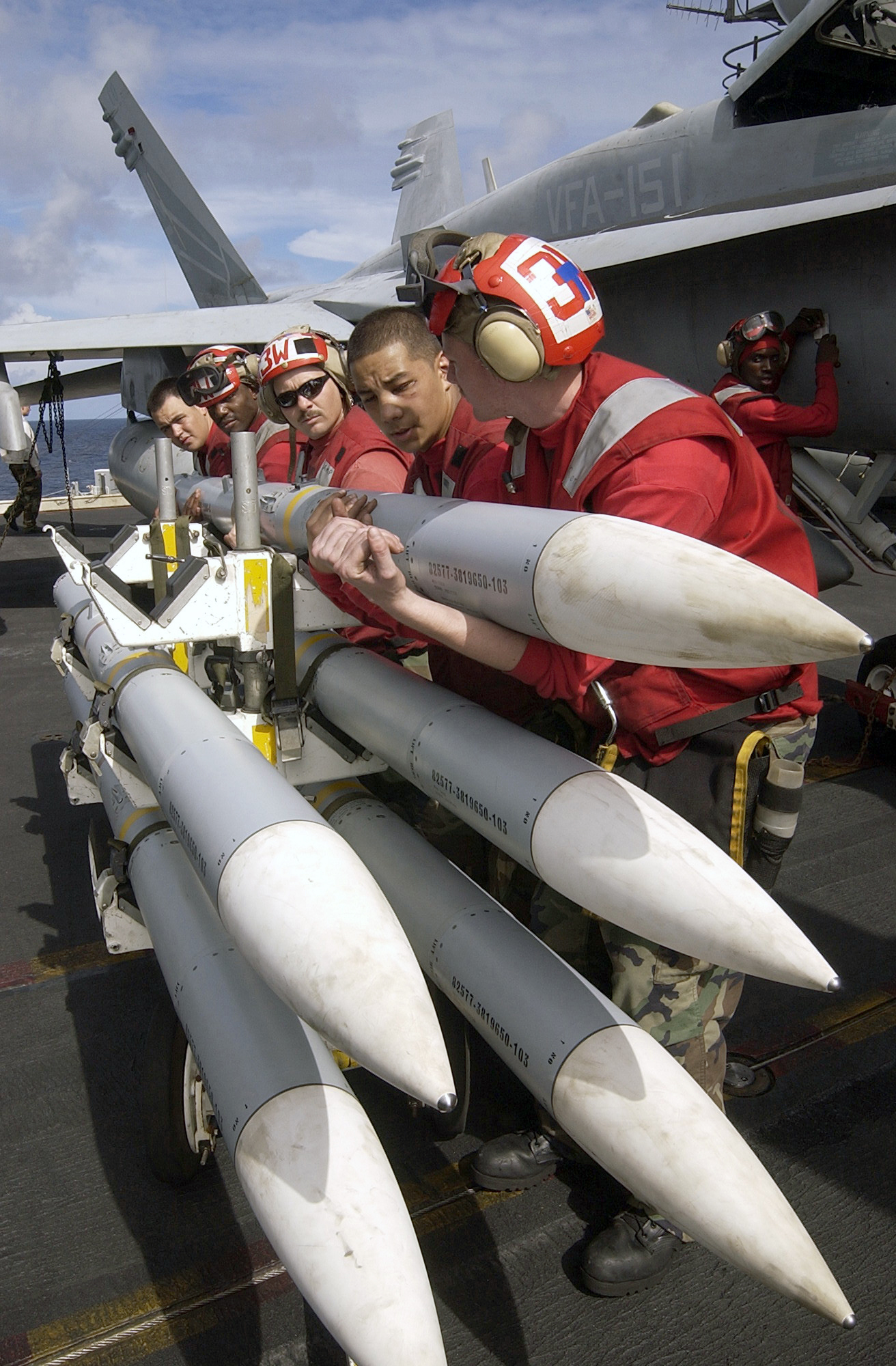
Mehrere AIM-120 werden verladen

## Geschichte

### Entwicklung

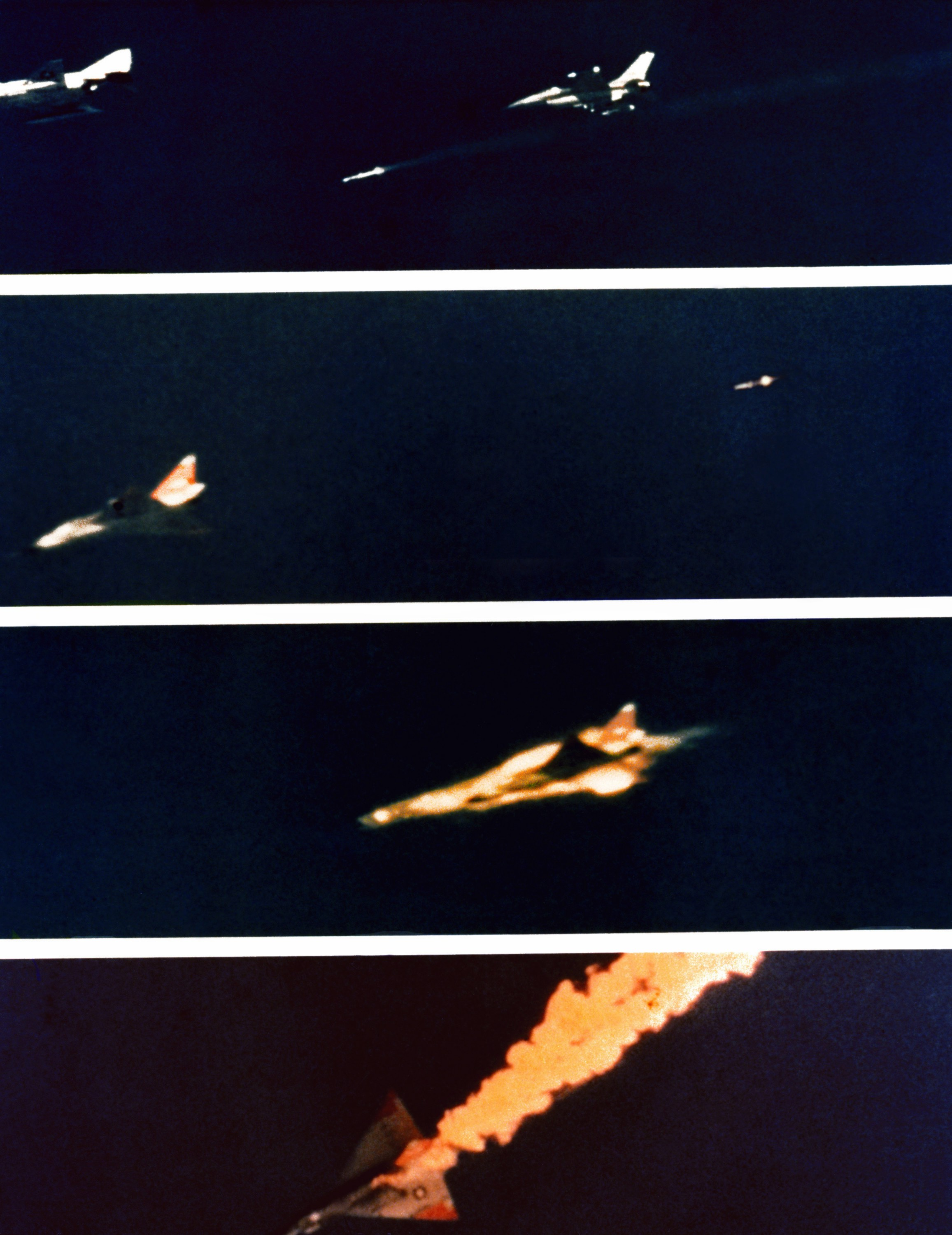
Eine AIM-120 wird während der Testphase von einer F-16 gestartet und erzielt einen direkten Treffer auf einer PQM-102-Drohne

Mitte der 1970er-Jahre wurde deutlich, dass die AIM-7 Sparrow in naher Zukunft durch eine deutlich leistungsfähigere Lenkwaffe ersetzt werden musste. Diese Erkenntnis wurde durch die schlechte Leistung der AIM-7 während des Vietnamkrieges − die Abschusswahrscheinlichkeit betrug gerade einmal zehn Prozent – noch unterstrichen. So wurde im Jahre 1976 das AMRAAM-Programm gestartet, das eine kompakte Lenkwaffe mit höherer Reichweite, Abschusswahrscheinlichkeit und Zuverlässigkeit hervorbringen sollte. Fünf Konzerne reichten ihre Vorschläge ein, die in einer dreijährigen Konzeptphase bewertet wurden. Die Konzeptphase war im Februar 1979 abgeschlossen, wobei die Unternehmen Raytheon und Hughes, welches inzwischen durch Raytheon übernommen wurde, den Wettbewerb für sich entschieden. Die US Air Force und die US Navy beaufsichtigten von nun an gemeinsam das Programm.
Bis zum Ende des Jahres 1981 wurden lediglich sechs Teststarts durchgeführt, weswegen Hughes statt Raytheon den Auftrag zur Fertigung von 94 weiteren Testlenkwaffen erhielt. Im folgenden Jahr begann auf der Holloman-Luftwaffenbasis und dem Raketentestplatz Point Mugu die nächste Entwicklungsphase, in der die Leistung der AMRAAM gegen schwieriger zu bekämpfende Ziele erprobt wurde. Das Programm geriet 1985 in Bedrängnis, da der Zeitplan nicht eingehalten werden konnte und die Kosten stark stiegen. Durch zusätzliche Geldmittel und eine Programmverlängerung um zwei Jahre konnte aber ein Programmabbruch verhindert werden.
Als Folge der verfehlten Projektplanung wurden die ersten Bestellungen zwischen Raytheon und Hughes aufgeteilt. Die ersten Lenkwaffen aus der Serienproduktion wurden im September 1991 an die US-Streitkräfte ausgeliefert. Bis Februar 2017 wurden über 20.000 Raketen hergestellt und an verschiedene Kunden ausgeliefert.

### Einsatz
Die AMRAAM war zum Zweiten Golfkrieg im Januar 1991 noch nicht vollständig getestet, wurde aber gleichwohl in geringen Stückzahlen an kämpfende Staffeln ausgegeben. Der erste Abschuss mit einer AIM-120A gelang am 27. Dezember 1992, als eine F-16C eine irakische MiG-25 abschoss, deren Pilot die Flugverbotszone ignoriert hatte. Am 17. Januar 1993 schoss eine F-16C eine irakische MiG-23 ab. Am Tag darauf schoss eine F-15 eine weitere MiG-25 ab.
Am 28. Februar 1994 schoss eine F-16 der US Air Force (USAF) eine G-4 Super Galeb der bosnischen Serben ab.
Während des Kosovo-Krieges konnten mit der AMRAAM insgesamt sechs feindliche Jäger, allesamt MiG-29, abgeschossen werden. Vier Abschüsse davon erzielten F-15-Maschinen der USAF; die anderen beiden eine niederländische und eine US-amerikanische F-16. Einer weiteren MiG-29 gelang es, drei auf sie abgefeuerten AMRAAM zu entkommen.
Bis Ende 2008 wurden im Kriegseinsatz insgesamt 17 AMRAAM abgefeuert, die zehn Treffer erzielten (Trefferquote 59 %). Sechs AMRAAM wurden auf Distanzen im Bereich Beyond Visual Range abgefeuert und elf Stück in der Visual Range.
Im Rahmen des russischen Militäreinsatzes in Syrien wurde am 24. November 2015 eine Suchoi Su-24M von einer türkischen F-16C mit Hilfe einer AMRAAM abgeschossen.
Am 18. Juni 2017 schoss eine F/A-18E Super Hornet vom US-Flugzeugträger George H.W. Bush über Syrien eine syrische Su-22 ab. Saudi-Arabien hat die AIM-120C im Rahmen des Huthi-Konflikts regelmäßig gegen Huthi-Drohnen (z. B. vom Typ Ababil) eingesetzt.
Im Ukraine-Krieg wird insbesondere die landgestützte Systemvariante NASAMS in der Flugabwehr eingesetzt; dabei hat sich das System in der Ukraine als sehr effizient erwiesen, mit Abschussraten von bis zu 94 %; rund 60 % der abgefangenen Ziele waren russische Marschflugkörper, darunter die Typen Kh-101, Kh-555, Kh-59 und Kh-69 sowie Kalibr- und Iskander-K-Raketen; die restlichen 40 % der abgefangenen Bedrohungen – rund 360 Ziele – waren unbemannte Luftfahrzeuge (UAVs), hauptsächlich Shahed-Drohnen.

## Technik

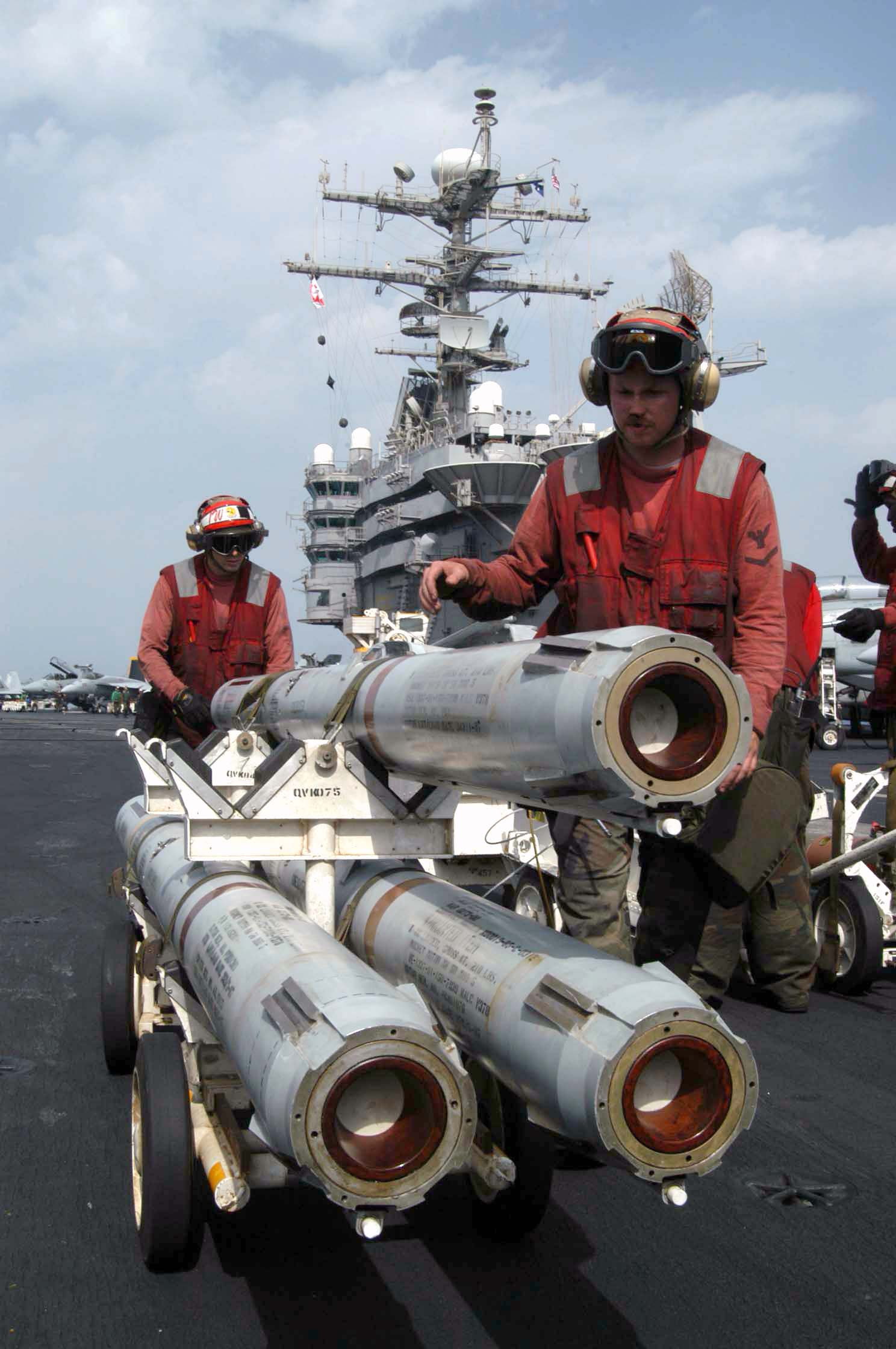
Heckansicht einiger AMRAAM-Lenkwaffen. Man beachte die noch nicht montierten Kontrollflächen und die kleinen weißen Antennen für den Datenlink am Ende des Flugkörpers

Die AMRAAM besteht aus vier austauschbaren Sektionen (von vorne nach hinten): Suchsystem (Radar), Lenk-/Kontrollsystem, Gefechtskopf/Zündung und Antrieb.
Das wichtigste Merkmal der AIM-120 ist ihr aktives Radarsystem, das sie zu einer Fire-and-Forget-Waffe macht. Dies ist ein großer Vorteil gegenüber der semi-aktiv gelenkten AIM-7 Sparrow: Der Pilot muss nach dem Lenkwaffenstart dem Ziel nicht mehr zwingend entgegenfliegen, um es mit seinem Radar zu beleuchten, sondern kann sofort abdrehen und sich aus dem Gefahrenbereich entfernen. Das Radar, das im Frequenzbereich von 8 bis 10 GHz arbeitet, besitzt eine planare Antenne, das heißt eine Antenne mit ebener Fläche, die sich hinter einem Keramik-Radom an der Spitze der Lenkwaffe befindet. Das System arbeitet auf Monopuls-Basis und besitzt Look-down/shoot-down-Fähigkeiten, um auch tieffliegende Ziele erfassen und verfolgen zu können, sowie einen Home-on-jam-Betriebsmodus, um auch unter Einfluss von Elektronischen Gegenmaßnahmen einsatzfähig zu bleiben. Die AIM-120 kann Ziele erfassen, die sich bis zu 25° abseits der Flugachse (engl. „off boresight“) befinden, wobei der Öffnungswinkel 5° beträgt. Das bordeigene Radar wird, je nach Radarquerschnitt des Zieles, erst etwa 5 bis 25 km vor der erwarteten Position des Zieles aktiviert.
Die Navigation während der Flugphase erfolgt mit einem inertialen Navigationssystem, das kurz vor dem Start der Rakete die aktuelle Position und Kurs des Zieles von der Trägerplattform mitgeteilt bekommt, in vielen Fällen auch mittels des Datenlinks. Dieser arbeitet im Frequenzbereich von 8 bis 12 GHz, wobei sich die Antenne am Ende der Lenkwaffe nahe der Schubdüse befindet. Durch diesen Datenlink kann das Radar der Startplattform das Lenksystem der AIM-120 kontinuierlich mit neuen Zieldaten versorgen, so dass dieses die Flugbahn der Rakete optimieren kann, um die Abschusswahrscheinlichkeit zu maximieren. Besonders am äußeren Ende der Reichweite ist dieses Merkmal von großer Bedeutung, da das IN-System mit zunehmender Entfernung immer ungenauer wird und das Ziel deutlich mehr Zeit hat, um seinen Kurs zu ändern und so eine Erfassung durch das Radar der AMRAAM zu verhindern. Allerdings muss sich die Trägerplattform der Lenkwaffe zuwenden, um die Daten senden zu können, so dass der Vorteil des Fire-and-Forget-Prinzips dann nicht genutzt werden kann. Die gesamte Lenkung wird durch einen einzelnen 30-MHz-Prozessor gesteuert. Das System verfügt über diverse BITE-Systeme, um Fehler frühzeitig zu erkennen und zu melden.
Angetrieben wird die AMRAAM durch einen Dual-Schub-Feststoff-Raketenmotor, der innerhalb des Flugkörpers den meisten Platz einnimmt. Er wird von Aerojet und Alliant Techsystems hergestellt und wiegt insgesamt 70,3 kg, wobei 49 kg auf die Treibstoffmasse entfallen. Der Motor ist weitgehend rauchfrei, um feindlichen Besatzungen die visuelle Entdeckung der Rakete zu erschweren. Die Zelle selbst besteht aus Stahl und Titan, um den starken Belastungen während der Endanflugsphase widerstehen zu können. Zur Stabilisierung des Lenkflugkörpers dienen vier unbewegliche Kontrollflächen im Mittelteil; die Lenkung erfolgt durch vier bewegliche Flächen im Heckbereich. Um während der Lagerung Platz zu sparen, lassen sich alle Kontrollflächen abmontieren.
Der 23 kg schwere Gefechtskopf vom Typ WDU-33/B befindet sich im Mittelteil und enthält 6,8 kg Sprengstoff. Im Zusammenspiel mit dem radarbasierten Annäherungszünder kann dieser seine 198 stabförmigen Projektile auch auf das Ziel fokussieren, statt sie ringförmig zu streuen. Durch seine mittige Lage erzeugt die Detonation des Gefechtskopfes auch eine große Menge an Splittern, die bei der Zerlegung des Lenkwaffenrumpfes entstehen.

## Varianten

### AIM-120A

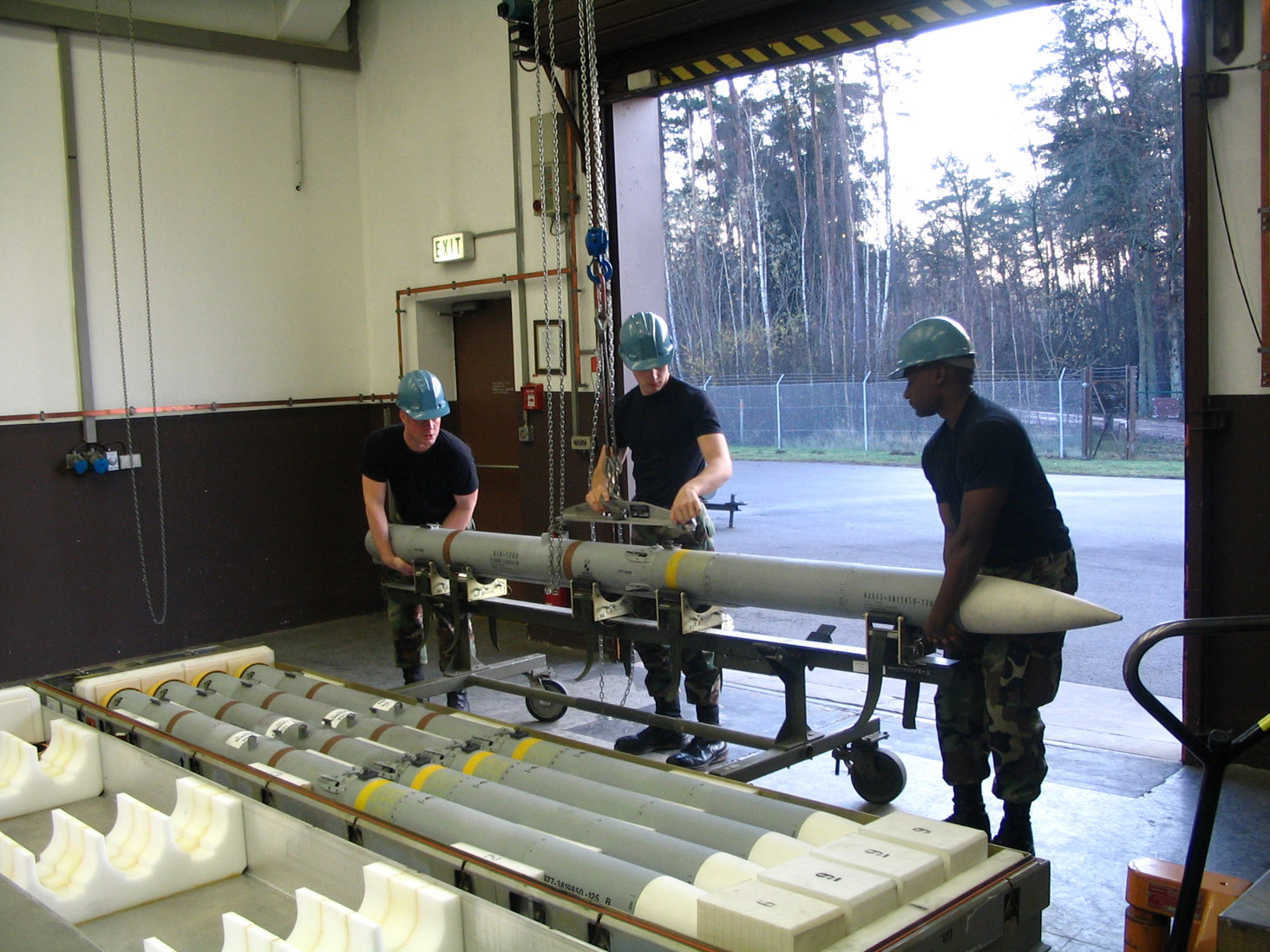
Bei diesen AIM-120A werden die Raketenmotoren entfernt, um sie bei den neueren B- und C-Varianten einzubauen.

Die Basisversion, eingeführt 1991.

### AIM-120B
Diese Variante erhielt ein neues Lenk- und Kontrollsystem vom Typ WGU-41/B. Neben einigen Detailänderungen wurde ein neuer digitaler Prozessor eingebaut und der alte ROM-Speicher wurde durch EPROM-Speicherchips ersetzt. Hierdurch konnte die Lenkwaffe ohne Hardwareaustausch, wie es noch bei der A-Variante nötig war, mit neuer Software versehen werden. Die AIM-120B wurde 1994 eingeführt.
- AIM-120B+: Eine von Raytheon im Jahre 1999 vorgeschlagene Version. Sie sollte alle AIM-120B mit einem neuen Radar- und Lenksystem ausstatten. Der Verbleib dieser Version ist unbekannt.

### AIM-120C
Das Hauptmerkmal der AIM-120C sind die gekröpften Steuerflächen, die die Spannweite um etwa 19 % auf 45 cm verringerte. Dies ermöglicht es, die AIM-120C in den internen Waffenschächten der F-22 Raptor mitzuführen, die die größeren A- und B-Modelle nicht aufnehmen können. Außerdem wurde ein neues Lenk- und Kontrollsystem vom Typ WGU-44/B eingebaut. Ursprünglich sollte der gesamte Lenkflugkörper umfassend modernisiert werden, wobei dies von engen Kostengrenzen verhindert wurde, so dass die Verbesserungen in mehreren Einzelschritten durchgeführt wurden. 1996 wurde die C-Version eingeführt.
- AIM-120C-4: Diese Variante besitzt einen neuen Gefechtskopf vom Typ WDU-41/B. Dieser enthält mehr Sprengstoff (7,26 kg), was zu einem etwa 16 % größeren Wirkungsradius führt.[18] Auslieferung ab 1999.
- AIM-120C-5: Diese Version erhält einen neuen und etwas größeren Raketenmotor, was durch eine verkleinerte Elektronik möglich wurde. Außerdem wurden die ECCM-Kapazitäten gesteigert. Die Auslieferung erfolgte ab Juni 2000.
- AIM-120C-6: Bei dieser Variante wurde der Annäherungszünder verbessert. Außerdem steht noch ein spezieller Gefechtskopf zur Bekämpfung von Marschflugkörpern zur Verfügung, so dass diese nun auch frontal bekämpft werden können.[19]
- AIM-120C-7: Die Elektronik und das Radarsystem wurde nochmals umfassend modernisiert und weisen nun unter anderem eine höhere ECM-Festigkeit auf. Die Lenkungssektion konnte nochmals um etwa 15 cm verkleinert werden. Dadurch konnte die Menge an mitgeführtem Raketentreibmittel erhöht werden, wodurch die Reichweite abermals vergrößert wurde. Des Weiteren wurden die Kapazitäten zur Bekämpfung von Marschflugkörpern erheblich gesteigert. Die Einführung begann im August 2006, bis 2014 wurden etwa 1000 Lenkwaffen ausgeliefert.[20]
- Kampfwertsteigerungen:[21]
  - Counter Advanced Electronic Attack Risk Reduction and Concept Refinement: Programm zur Steigerung der Störfestigkeit aller Lenkwaffen der C-Variante. Das Programm wurde im September 2008 gestartet.
  - Counter Air / Future Naval Capabilities: Teil des Programms ist die Verbesserung des AMRAAM-Raketenmotors zur Erhöhung der Geschwindigkeit, Reichweite und Manövrierbarkeit. Die Entwicklung obliegt ATK. Der Projektstart war im Oktober 2009 und alle Arbeiten sollen bis Juni 2013 abgeschlossen sein.
  - AMRAAM Processor Replacement Program: Im Rahmen dieses zweistufigen Programms soll der AMRAAM-Hauptprozessor durch neuere und leistungsfähigere Modelle ersetzt werden. Die erste Phase beginnt im Juli 2008, die zweite im Februar 2009.
- AIM-120C-8: Diese Variante gleicht in Funktion und Leistung exakt der C-7-Variante, jedoch wurden einige nicht mehr produzierte Komponenten durch aktuelle, funktional identische Teile ersetzt.[22]

### AIM-120D

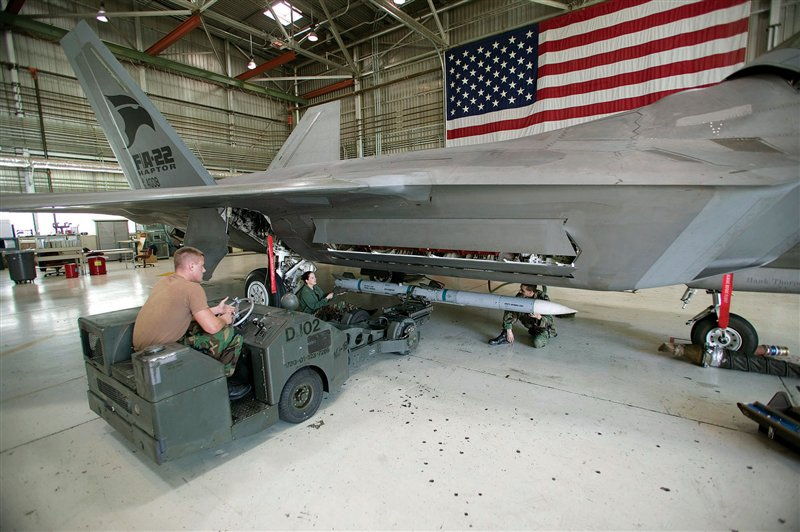
Eine AIM-120D wird zu Testzwecken in einen Waffenschacht einer F-22 Raptor montiert

Die AIM-120D stellt eine umfassende Weiterentwicklung der AMRAAM-Serie dar. Primäres Merkmal ist ihre um etwa 50 % gesteigerte Reichweite. Dies wurde hauptsächlich durch einen wesentlich längeren Raketenmotor erreicht, wobei auch das neue gekoppelte GPS/INS eine Rolle spielt, da seine wesentlich genaueren Positionsangaben eine deutlich geradere Flugbahn ermöglichen als ein alleinstehendes INS. Neu ist auch der 2-Weg-Datenlink, der es der Lenkwaffe ermöglicht, Daten zur Startplattform zurückzusenden, um dem Piloten einen besseren Überblick über die Situation zu ermöglichen. Zusätzlich erhält die AIM-120D auch einen nach vorne gerichteten Einweg-Datenlink, um die Kommunikation mit der Startplattform noch weiter zu verbessern. Ein neuer Radarsuchkopf soll eine größere Erfassungsreichweite ermöglichen und über bessere „Off-Boresight“-Fähigkeiten (beschreibt den Sichtbereich des Radars) verfügen. Um auf starke Ausweichmanöver des Zieles besser reagieren zu können, wurde eine individuell startbare Feststoffstufe integriert. Sie kann vom Lenksystem der AIM-120D nach dem Ausbrennen der Hauptstufe zu jedem Zeitpunkt gezündet werden, um der Lenkwaffe im Endanflug zusätzliche Energie für starke Manöver zuzuführen. Die ersten Auslieferungen begannen im Dezember 2007, wobei sich die Lenkwaffe noch in der abschließenden Testphase befindet. Die IOC wurde im April 2015 mit der F/A-18 erreicht. Bis Mitte Oktober 2015 wurden 1405 AIM-120D vom Hersteller Raytheon ausgeliefert. In den Jahren 2013 bis 2016 sollen mehrere Hard- und Softwareupdates zur Verbesserung der Störfestigkeit und Flugleistung implementiert werden. Diese Kampfwertsteigerungen sollen auch teilweise bei den älteren C3- bis C7-Lenkwaffen eingerüstet werden.

### ASMT
Das Air Superiority Missile Technology-Projekt wurde 1996 durch die Air Force initiiert, um in den nächsten fünf Jahren neue Technologie im Bereich Suchkopf, Gefechtskopf und Antrieb zu erproben. Der Prototyp sollte die Abmessungen der AIM-120 besitzen, um auch in den internen Waffenschächten der F-22 Platz zu finden. Ein wesentlicher Bestandteil war ein Ramjet-Motor mit integriertem Feststoffbooster, der erst im Juni 1997 am Boden getestet wurde und anschließend in eine AMRAAM für Tragversuche eingebaut wurde. Des Weiteren sollte ein AESA-Radar, eine Schubvektorsteuerung und seitliche Schubdüsen integriert werden. Das Programm wurde von McDonnell Douglas mit einem Budget von 22 Mio. US-Dollar geleitet, wobei über dessen Ergebnisse nichts bekannt wurde.

### NASAMS

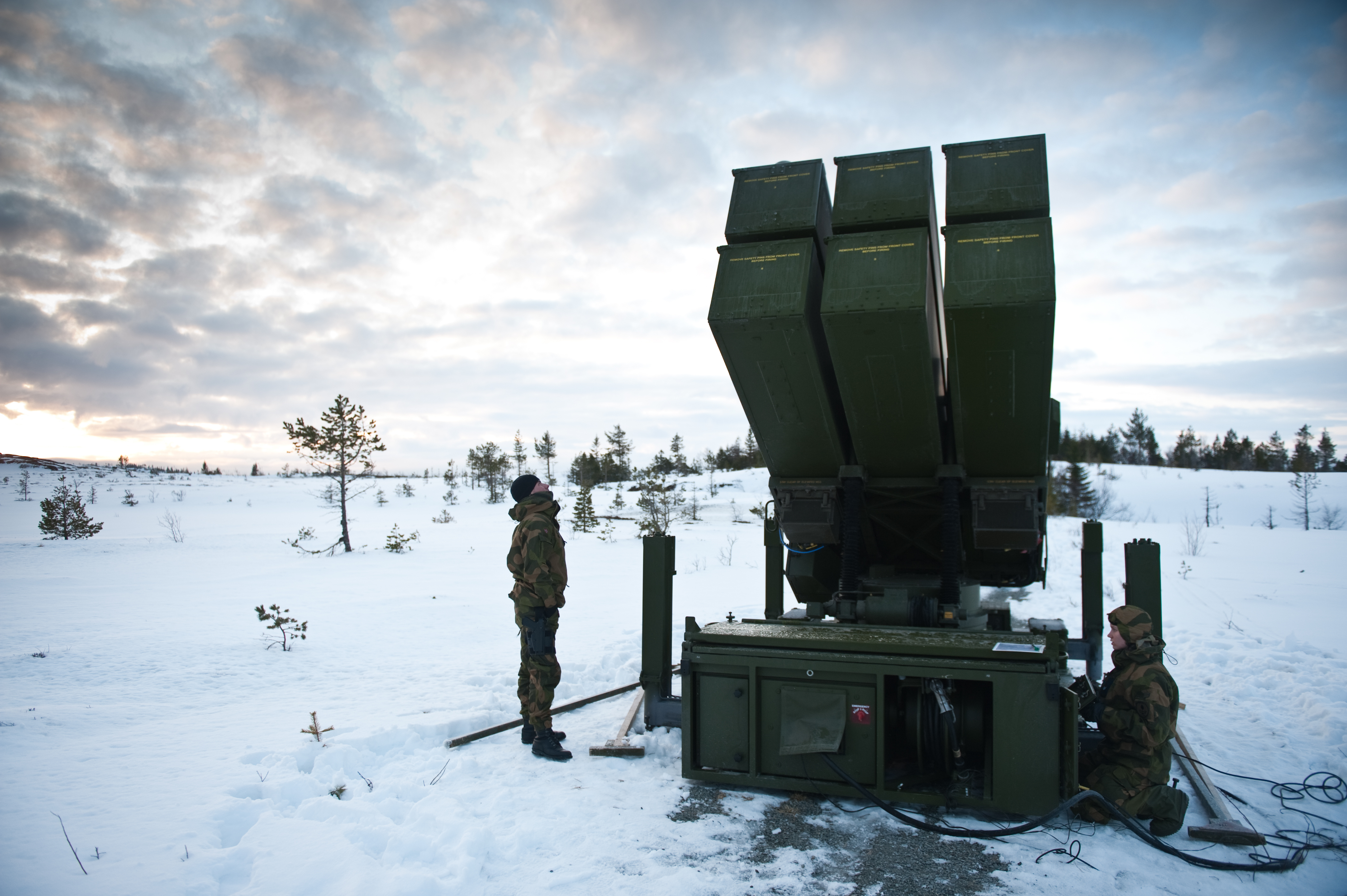
Ein NASAMS-Startgerät

NASAMS (Norwegian bzw. National Advanced Surface-to-Air Missile System) ist ein norwegisches Flugabwehrsystem auf Basis der AMRAAM. Hierzu sind sechs Raketen auf einem Startgerät montiert, das entweder auf einem LKW oder als Anhänger mitgeführt wird. Die Zieldaten werden von einem AN/MPQ-64F1 Sentinel-Radar ermittelt. Das System wurde von Raytheon und Kongsberg Defence & Aerospace entwickelt und ist seit 1995 einsatzbereit. Seine Reichweite beträgt maximal 25 km. Diese relativ geringe Reichweite ist auf den Bodenstart zurückzuführen: Die bei einem luftgestützten AMRAAM-Start vorhandene Höhe und Geschwindigkeit des Startflugzeuges kann hier nicht ausgenutzt werden. Neben Norwegen setzen auch Spanien, Finnland, Niederlande und die NATO Response Force das System ein. Im 2022 erhielt die Ukraine zwei NASAMS-Systeme mit jeweils 8 Raketenwerfern. Im Juli 2023 wurde von den USA eine Lieferung von vier weiteren NASAMS-Systemen an die Ukraine angekündigt. Dabei hat sich das System in der Ukraine als sehr effizient erwiesen; daraufhin vereinbarten der Hersteller Kongsberg und die Ukraine im Juni 2025 die Entwicklung eines neuen Raketentyps für das NASAMS-System, wobei die Flugkörper anschließend lokal produziert werden sollen.
Kongsberg entwickelte eine weiterentwickelte Variante, die als „NASAMS II“ eingeführt wurde, wobei Wert auf gesteigerte Interoperabilität gelegt wurde, so dass das System nun Zieldaten von einer wesentlich breiteren Palette an Sensorplattformen erhalten und verarbeiten kann. Auch sollen mehr Komponenten auf dem COTS-Prinzip aufbauen.

### NCADE
NCADE (Network Centric Airborne Defense Element) ist ein luftgestütztes Raketenabwehrsystem, das von Raytheon entwickelt wurde. Nach Vorgabe soll es ballistische Raketen in der Anfangs- und Endphase abfangen. Bei dem Projekt wurden viele Baugruppen der AMRAAM übernommen, unter anderem das Flugzeuginterface, die Flugsteuerungseinheit und das aerodynamische Design. Allerdings wird bei NCADE der IR-Suchkopf der AIM-9X verwendet und der einstufige Raketenmotor wurde durch einen zweistufigen ersetzt. Die erste Stufe basiert auf dem typischen AMRAAM-Booster, wohingegen die zweite Stufe mit HAN-Flüssigtreibstoff angetrieben wird und so auch außerhalb der Erdatmosphäre fliegen und manövrieren kann. NCADE kann von jedem Flugzeug gestartet werden, das AMRAAMs tragen kann. Einer der Tests fand im Dezember 2007 statt. Eine F-16 feuerte eine mit dem NCADE-Sensor ausgerüstete AIM-9X auf eine startende ballistische Rakete ab und vernichtete diese.
Mit ihrem fortschrittlichen Infrarotsuchkopf und ihrer hohen Reichweite könnte NCADE neben ballistischen Raketen auch andere Ziele bekämpfen. Hierzu zählen unter anderem LO-Fluggeräte, AWACS-Maschinen, Marschflugkörper und große Flugabwehrraketen (z. B. SM-2 oder 48N6).

### SLAMRAAM

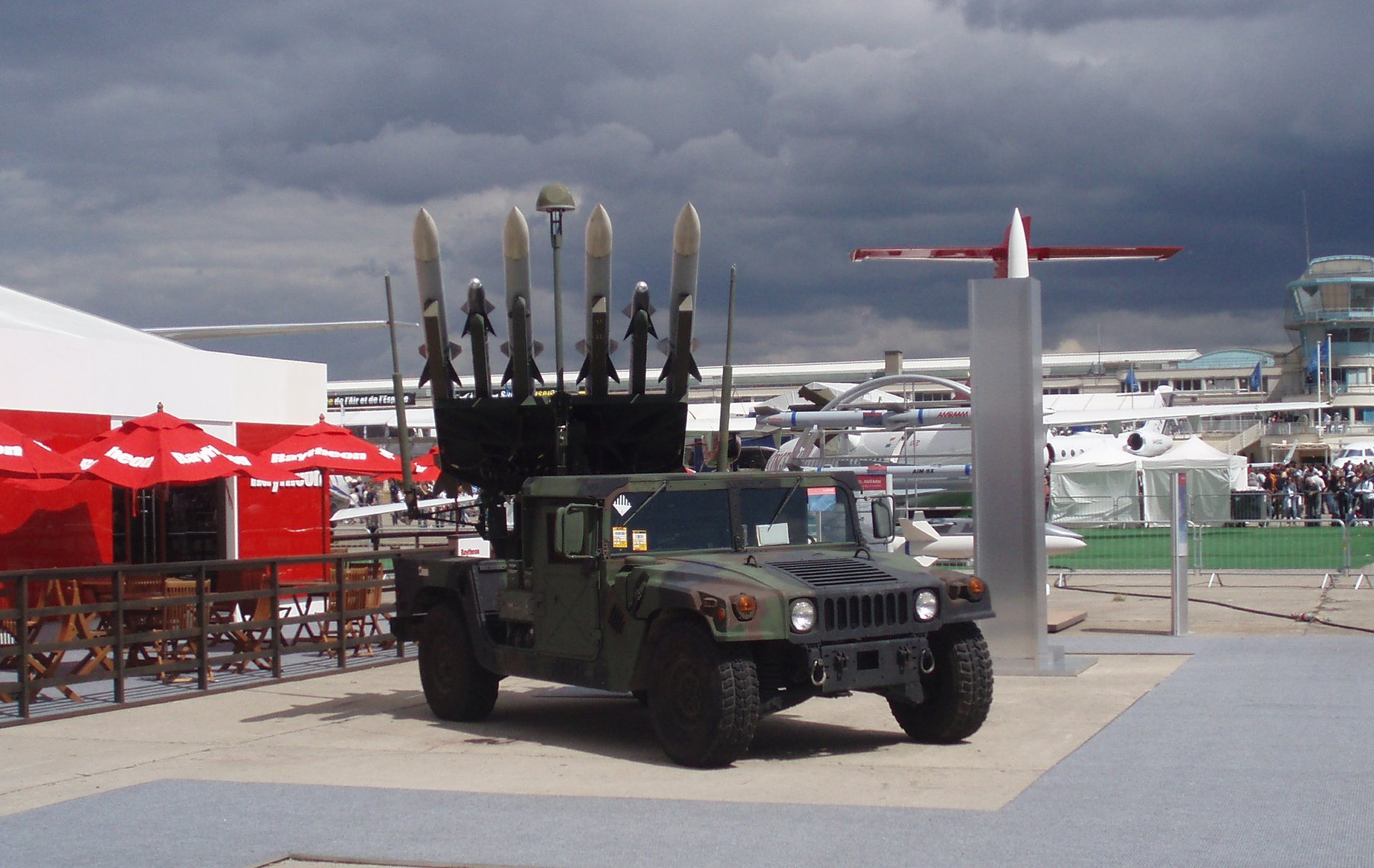
Eine mögliche SLAMRAAM-Konfiguration: Ein HMMWV-Geländewagen mit vier AIM-120C und zwei AIM-9X auf einem beweglichen Startsystem.

Unter dem Akronym SLAMRAAM (Surface-Launched Advanced Medium Range Air-to-Air Missile) sind mehrere Projekte der US-Streitkräfte zusammengefasst, bei denen die AMRAAM als Lenkwaffen in einem bodengestützten Luftabwehrsystem (ähnlich wie NASAMS) eingesetzt werden. Hierzu gehört auch das CLAWS-(Complementary Low Altitude Weapon System) und HUMRAAM-Programm (HMMWV Launched AMRAAM). Als Startplattform dient entweder ein HMMWV-Geländewagen oder ein modifizierter HAWK-Starter. Um Zieldaten zu erhalten, sind die Startsysteme stets über einen Datenlink mit einem Radar und einem Kontrollzentrum verbunden. Als Radargerät kommt das AN/MPQ-64 oder das AN/MPQ-61 zum Einsatz.
SLAMRAAM-Systeme sollen die Luftabwehrkapazitäten der US Army und der US Marines deutlich erhöhen und viele Stinger-basierte Systeme ablösen, die nur über eine geringe Reichweite verfügen. Auch sollen schwierige Ziele wie Drohnen und Marschflugkörper besser bekämpft werden können. Um die Reichweite noch weiter zu steigern, stellte Raytheon 2007 eine Variante auf Basis des ESSM-Raketenmotors vor, die als „SL-AMRAAM ER“ bezeichnet wird.

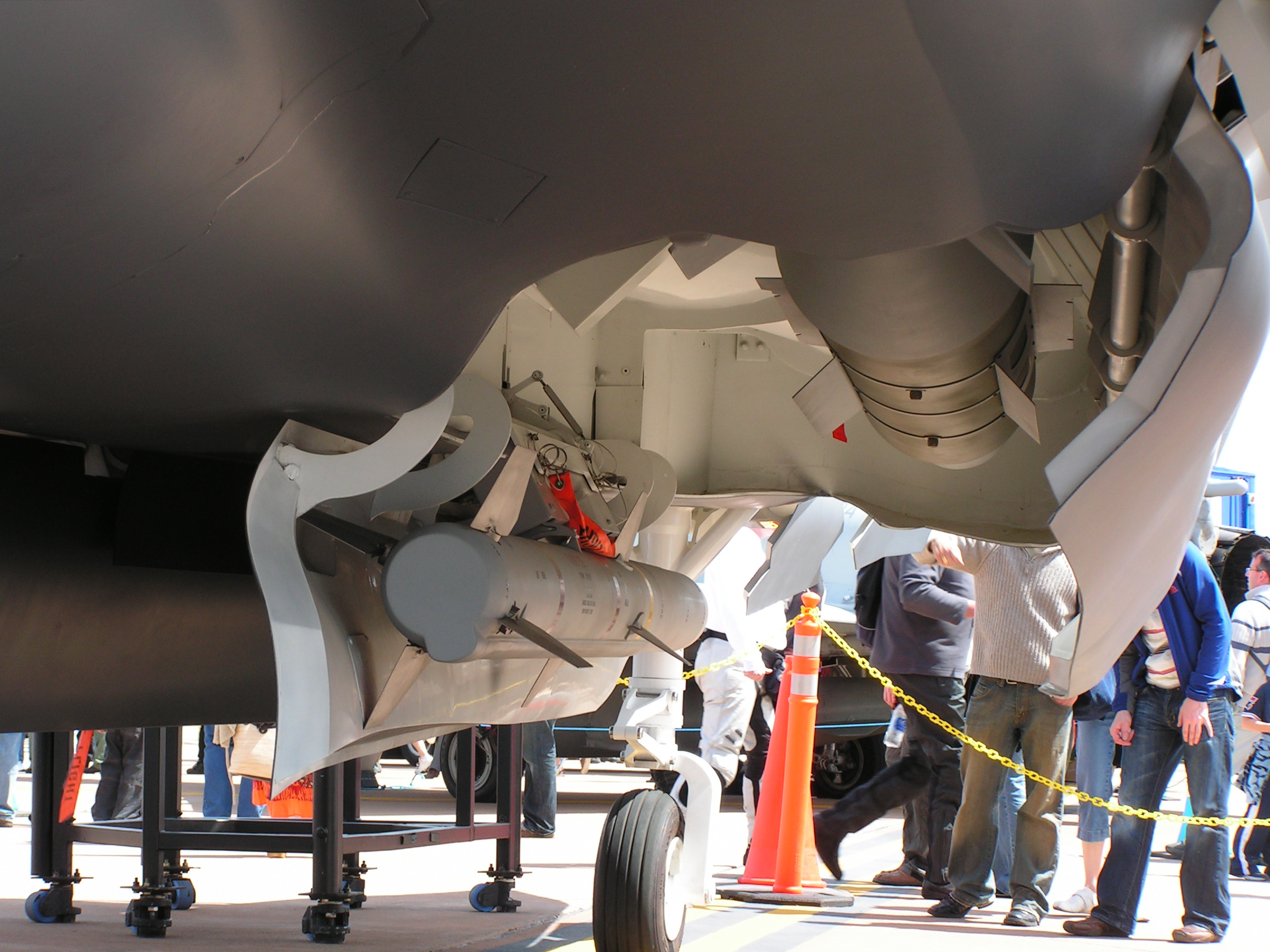
Eine AMRAAM im Waffenschacht einer F-35 (links; beides Attrappen)

Im Februar 2008 wurde das System vom Inspekteur des Verteidigungsministeriums allerdings scharf kritisiert, insbesondere wegen der zu ungenauen Zielsetzung des Projekts, was Aussagen über die Effizienz des Systems erschwere. Robert Gates, Verteidigungsminister im Kabinett Obama, ließ im Januar 2011 die Entwicklung einstellen.

## Nutzerstaaten
Australien
- Luftwaffe der australischen Luftstreitkräfte

 Österreich
- Die österreichischen Luftstreitkräfte

 Belgien
- Luftstreitkräfte des Königreichs Belgien

 Bulgarien
- Bulgarische Luftstreitkräfte

 Bahrain
- Luftstreitkräfte Bahrains

 Chile
- Luftstreitkräfte der Republik Chile

 Dänemark
- Dänische Luftstreitkräfte

 Deutschland
- Luftstreitkräfte der Bundesrepublik Deutschland

 Finnland
- Luftstreitkräfte Finnlands

 Griechenland
- Griechische Luftstreitkräfte

 Indonesien
- Indonesische Luftstreitkräfte

 Israel
- Israelische Luftstreitkräfte

 Italien
- Italienische Luftstreitkräfte

 Japan
- Japanische Luftselbstverteidigungsstreitkräfte

 Jordanien
- Jordanische Luftstreitkräfte

 Kanada
- Kanadische Luftstreitkräfte

 Katar
- Luftstreitkräfte des Emirat Katar

 Kuwait
- Kuwaitische Luftstreitkräfte

 Litauen
- Litauische Luftstreitkräfte

 Malaysia
- Malaysische Luftstreitkräfte

 Marokko
- Königlich Marokkanische Luftwaffe

 Niederlande
- Niederländische Luftstreitkräfte

 Norwegen
- Norwegische Luftstreitkräfte

 Oman
- Königlich Omanische Luftwaffe

 Pakistan
- Pakistanische Luftstreitkräfte

 Polen
- Luftstreitkräfte der Republik Polen

 Portugal
- Portugiesische Luftstreitkräfte

 Rumänien
- Rumänische Luftstreitkräfte

 Saudi-Arabien
- Saudische Luftstreitkräfte

 Schweden
- Schwedische Luftstreitkräfte

 Schweiz
- Schweizer Luftwaffe Die Schweiz nutzt ihre F-18 nur als Jagdflugzeug und entwickelte einen einfacheren Träger („Low Drag Pylon“) für die Lenkwaffen.[65] Dank dem geringeren Widerstand steigen die Schweizer Flugzeuge mit AMRAAM einen Drittel schneller auf die maximale Einsatzhöhe.[66]

 Singapur
- Luftstreitkräfte der Republik Singapur

 Spanien
- Spanische Luftstreitkräfte

 Südkorea
- Streitkräfte Südkoreas

 Taiwan
- Taiwanesische Luftstreitkräfte

 Thailand
- Thailändische Luftstreitkräfte

 Ukraine
- Ukrainische Streitkräfte

 Ungarn
 Vereinigte Arabische Emirate
- Streitkräfte der Vereinigten Arabischen Emirate

 Vereinigte Staaten
- United States Air Force
- United States Navy
- United States Marine Corps

## Plattformen

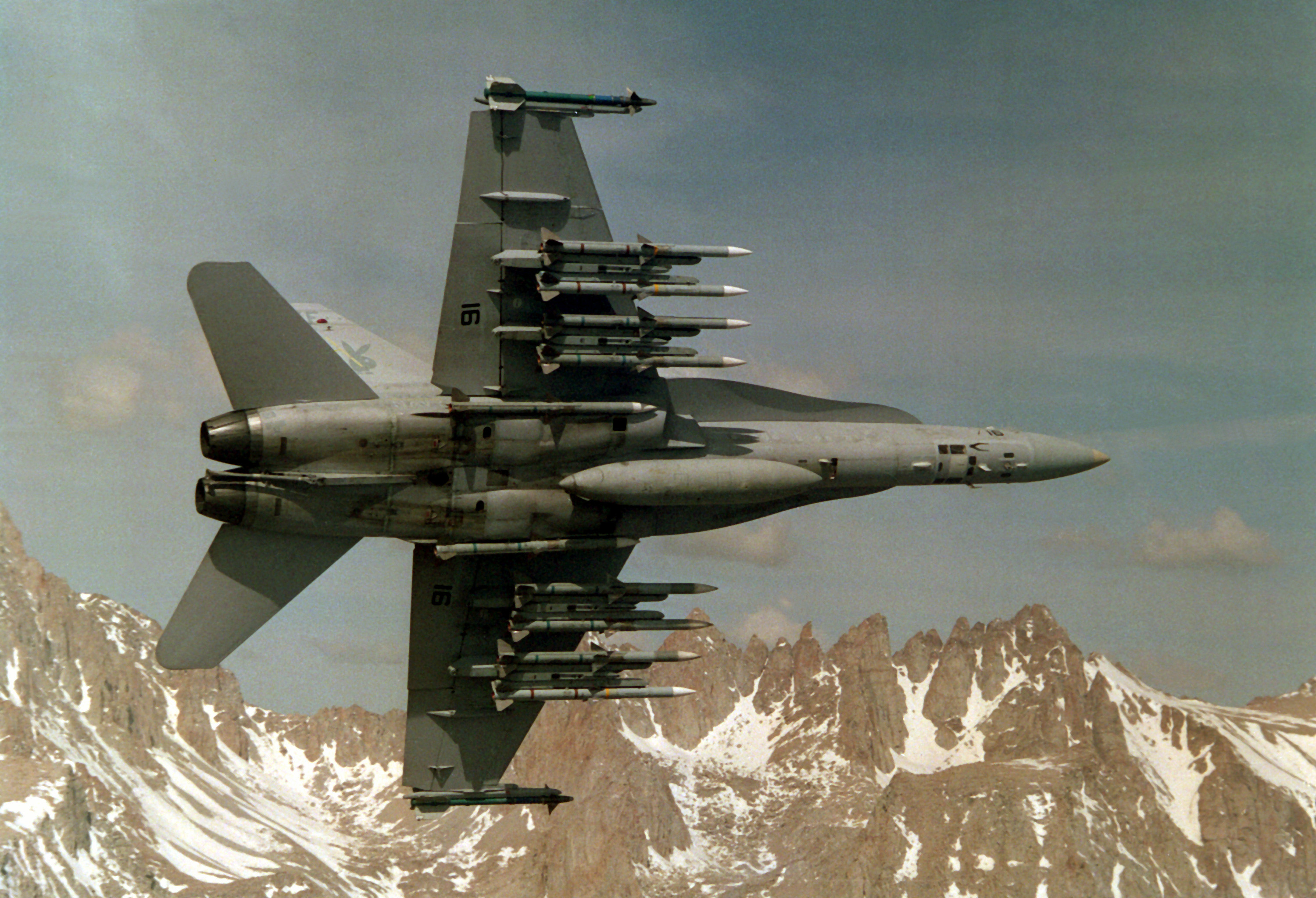
Eine F/A-18C/D Hornet mit zehn AIM-120

- F-4 Phantom II (nur F-4F ICE und F-4E AUP)
- F-5S Tiger II
- F-14 Tomcat (nur Tests, keine Serienreife)[74]
- AV-8B „Harrier II Plus“
- F-15 Eagle (ab Version C/D)
- F-16 Fighting Falcon (F-16A/B ab Block 15 ADF, F-16C/D ab Block 25)
- F/A-18 Hornet (ab Version C/D)
- F-22 Raptor
- F-35 Lightning II
- Saab JA37 Viggen
- Saab JAS-39 Gripen
- Tornado ADV
- Eurofighter (ab Block 2)
- Sea Harrier FA.2

## Vergleichbare Systeme
- AIM-260 JATM
- MBDA Meteor
- MBDA MICA
- Derby (Rakete)
- PL-12
- PL-15
- Wympel R-27AE/AA-10 Alamo
- Wympel R-33/AA-9 Amos
- Wympel R-37/AA-13 Arrow
- Wympel R-77/AA-12 Adder